# Callirhipis kojimai
Callirhipis kojimai là một loài bọ cánh cứng trong họ Callirhipidae. Loài này được Nakane miêu tả khoa học đầu tiên năm 1996.